# The Unknown Kimi Räikkönen
The Unknown Kimi Räikkönen (título original: Tuntematon Kimi Räikkönen) es la biografía autorizada sobre el expiloto de Fórmula 1 Kimi Räikkönen escrita por Kari Hotakainen y publicada por Siltala. El libro fue lanzado en agosto de 2018. Hotakainen ha descrito el libro como una narración en prosa fáctica.

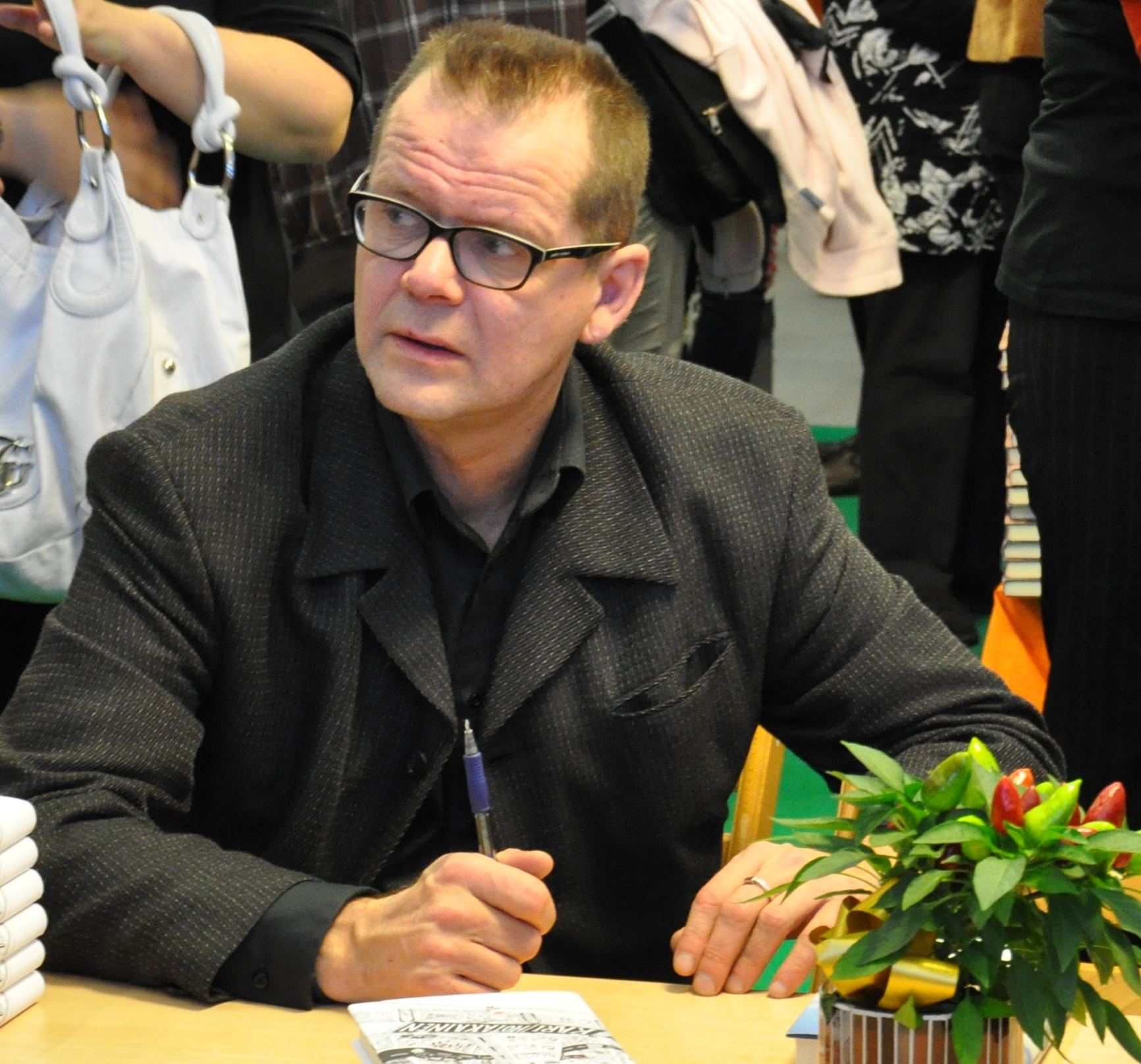
Kari Hotakainen, escritor del libro. El retrato fue una conquista de territorio completamente nueva para Hotakainen.

El editor Ian Marshall de Simon & Schuster convirtió el libro en un nuevo éxito de ventas internacional en abril. También se ha pagado un precio de compra récord por sus derechos de traducción al inglés. Los derechos de traducción han sido vendido a 12 países (diciembre de 2018).
En sueco, el libro fue publicado Förlaget. La edición sueca se publicó al mismo tiempo que la edición finlandesa.

## Antecedentes
El libro nació de la iniciativa de Hotakainen. Hotakainen tuvo la idea del libro en 2011, pero luego los planes no progresaron. Kimi Räikkönen y el administrador de casos Sami Visa habían recibido varias ofertas, pero eligieron a Hotakainen, a quien Visa contactó en 2017. Räikkönen y Hotakainen se conocieron más tarde ese año, lo que inició la redacción del libro. Hotakainen no sabía casi nada sobre la Fórmula 1, pero estaba interesado en Räikkösen y su camino hacia la categoría. El finlandés estaba satisfecho de que el libro fuera escrito por una persona que no lo conocía y no sabía sobre deportes de motor.

## Recepción

### Recepción pública
The Unknown Kimi Räikkönen fue un éxito comercial en Finlandia, convirtiéndose en el libro deportivo más vendido en el país de todos los tiempos, y el libro más vendido de Siltala. También fue el libro más popular del año en el servicio de Elisa Kirja.
La obra fue reservada en Finlandia por 50 000 copias, que batió el récord anterior de número de ventas anticipadas. Alrededor del momento de la publicación, las bibliotecas recibieron miles de reservas relacionadas con el trabajo, y cientos de personas hicieron cola para obtener copias destinadas a la venta en Kamppi, el centro comercial central de Helsinki. Con base en los pedidos recibidos por Siltala, que actuó como editor, se publicaron otros 30 000, que apareció en el mercado a principios de septiembre. Para el 21 de septiembre, se habían vendido más de 100 000 copias, y a finales de 2018 un total de 191 384 piezas. La obra se ha vendido más que cualquier otra obra en Finlandia en todo momento durante el año de su publicación. Además, se convirtió en el libro de deportes más vendido de todos los tiempos en Finlandia y también la obra más vendida a través de la editorial Siltala. Se han vendido más de 100 000 ejemplares del libro en el extranjero.

### Recepción de la crítica
El libro ha recibido en su mayoría críticas positivas. Por ejemplo, Aamulehti le dio al libro cinco estrellas y afirmó que es el libro deportivo y personal más importante del año. La obra se ha visto como una descripción abierta que revela la personalidad de Räikkönen, que también contiene emociones y ofrece nueva información. Juha Kanerva de Ilta-Sanomat interpretó el mensaje del libro como el enfoque familiar de Räikkönen.
El libro ha sido criticado, por ejemplo, la cantidad de paradojas y figuras retóricas, el cliché del final y la falta de crítica.
El jurado designado por el Museo del Deporte eligió el libro como la casa de apuestas deportivas de 2018 y lo calificó como una obra de arte digna de su reputación.